# 이와타 도모키
이와타 도모키(일본어: 岩田 智輝, 1997년 4월 7일 ~ )는 일본의 축구 선수이다. 현재 스코티시 프리미어십의 버밍엄시티에서 뛰고 있다.

## 구단 경력
그는 2016년 J3리그의 오이타 트리니타에 입단했다. 2016년 J3리그 우승으로 J2리그로 승격했다. 2018년 J2리그 준우승으로 J1리그로 승격했다. 2020년까지 112경기에 출전하여, 7득점을 넣었다. 2021년 요코하마 F. 마리노스로 이적했다. 2022년에 J1리그 우승, 리그 MVP. 2023년 셀틱 FC로 이적했다.

## 국가대표팀 경력
그는 2019년 코파 아메리카에 참가할 일본 국가대표팀에 발탁되었으며, 6월 20일 우루과이와의 경기에서 데뷔했다. 2022년 EAFF E-1 풋볼 챔피언십에도 출전, 우승에 기여했다. 그는 2022년까지 국제 A매치 통산 4경기에 출전했다.

## 통계
| 일본 | 일본 | 일본 |
| 연도 | 출전 | 득점 |
| ---- | ---- | ---- |
| 2019 | 2    | 0    |
| 2020 | 0    | 0    |
| 2021 | 0    | 0    |
| 2022 | 2    | 0    |
| 통산 | 4    | 0    |